# Subsecretaría de Transportes
La Subsecretaría de Transportes y Movilidad Sostenible de España es el órgano directivo del Ministerio de Transportes y Movilidad Sostenible que ostenta la representación ordinaria del Ministerio y dirige los servicios comunes del Departamento. 
En concreto, se encarga de la programación y presupuestación de recursos económicos y financieros del Departamento, el seguimiento de su ejecución y el control del cumplimiento de la política inversora y de administrar los créditos para gastos de los presupuestos del Ministerio propios de la Subsecretaría, aprueba las modificaciones presupuestarias de los mismos, aprueba y compromete los gastos con cargo a aquellos créditos y reconoce las obligaciones económicas y propone su pago en el marco del plan de disposición de fondos del Tesoro Público, todo ello dentro de la cuantía que, en su caso, establezca el ministro al efecto.
Asimismo gestiona y concede subvenciones y ayudas en el ámbito de competencias del Ministerio de Transportes, Movilidad y Agenda Urbana no atribuidas a otros órganos del Departamento; dirige e impulsa la política en geografía y coordinación en materia de cartografía, astronomía, geodesia y geofísica; gestiona la comunicación y publicidad institucional del Departamento, elabora el Plan anual de Publicidad del Ministerio y colabora en la ejecución de la política editorial del Departamento; establece y gestiona los sistemas de información, así como de las infraestructuras en materia de Tecnologías de la Información y las Comunicaciones y en el mismo sentido, establece y gestiona los sistemas de información del Ministerio dirigidos a los ciudadanos, la atención e información a los ciudadanos, así como la comunicación y publicidad de los organismos y empresas dependientes del Ministerio.
Además, el subsecretario es el presidente del Consejo Superior Geográfico y de la Comisión Española de Geodesia y Geofísica. Desde el 27 de agosto de 2024, el subsecretario es Rafael Guerra Posadas.

## Historia
La historia de la Subsecretaría de Transportes, Movilidad y Agenda Urbana se remonta al Real decreto de 28 de enero de 1847 que se creó la Secretaría de Estado y del Despacho de Comercio, Instrucción y Obras Públicas o Ministerio de Comercio, Instrucción y Obras Públicas que asumía las competencias sobre, entre otras materias, las obras públicas, quedándose el Ministerio de la Gobernación con las competencias propias de seguridad pública que hoy mantiene. El 18 de febrero de ese año, se nombró a su primer subsecretario, Patricio de la Escosura, hasta su nombramiento en agosto como ministro de la Gobernación, lo que dejó el órgano sin titular hasta 1850.
Ya en octubre de 1851, aparece propiamente el Ministerio de Fomento con esta denominación sustituyendo al Ministerio de Comercio, Instrucción y Obras públicas, aunque perdiendo las competencias en instrucción pública y en materia religiosa que pasaron al Ministerio de Gracia y Justicia. A la vez que se crea el nuevo ministerio, el nuevo ministro de Fomento, Mariano Miguel de Reynoso, suprimió la subsecretaría y se mantuvo así durante 22 años hasta la Primera República, cuando el ministro Manuel Becerra y Bermúdez recupera en febrero de 1873 dicho cargo tachándolo de «indispensable» pues necesitaban de «un alto funcionario jefe superior de la Administración encargado de dar unidad a la parte administrativa». La subsecretaría asumía todas las del Negociado Central, sin embargo, en marzo de ese mismo año el nuevo ministro de Fomento Eduardo Chao considera su creación «inoportuna» y la vuelve a suprimir.
Hubo que esperar otros 45 años para que se recuperase la subsecretaría, ya con Manuel García Prieto como ministro de Fomento. Durante todo este periodo fue el Negociado Central quien asumía las funciones de coordinación del Departamento, siendo independiente con trato directo con el ministro o dependiendo de alguna de las direcciones generales. La problemática principal era el hecho de que este negociado era controlado por personal con rango inferior al resto de directores generales del Departamento. Debido a la falta de presupuesto, con el ministro García Prieto, en 1918, se restablece la figura de subsecretario y se le asgina a uno de los directores generales del Ministerio, compatibilizando los cargos, recayendo la posición en Vicente Cantos Figuerola, entonces director general de Comercio, Industria y Trabajo. De igual forma, entre el 15 de septiembre y diciembre de 1923 y el 10 de diciembre de 1925 el 5 de diciembre de 1930 la subsecretaría estuvo suprimida.
Con la Segunda República la denominación pasó a ser «de Obras Públicas» y le otorgaba al subsecretario las facultades de control de los servicios comunes del Departamento y la posición de enlace entre el ministro y los demás órganos del mismo. La subsecretaría se componía de las secciones Central, la de Contabilidad, la de Expropiaciones, el Registro general, el Personal técnico-administrativo y auxiliar y el facultativo con sus Cuerpos auxiliares. Con la inclusión de las competencias del Ministerio de Comunicaciones en el Ministerio de Obras Públicas a finales de 1935, se suprimieron sus direcciones generales dividiéndose en subsecretarías, existiendo la subsecretaría de Obras Públicas y la subsecretaría de Comunicaciones. La subsecretaría de Comunicaciones se suprimió junto al Ministerio de Obras Públicas y Comunicaciones tras acabar la Guerra Civil y al restituir el Ministerio de Obras Públicas el régimen franquista.
La reforma de la subsecretaría de 1958 la estructuró de la siguiente forma: una Oficialía Mayor con dos negociados—de Asuntos Generales y de Gobierno Interior—, una Sección Central con cuatro negociados —Personal de Administración Civil y Subalterno, Registro General, Habilitación y Alquileres— y las secciones de Personal, de Contabilidad, de Expropiaciones, de Información y Servicio Interior, de Recursos y de Asuntos Sociales. Se amplió a otra sección en 1961 llamada «de Habilitación-Pagaduría Central», a una división de Inmuebles e Instalaciones en 1964 y a una subdirección general de Régimen Interior en 1965.
En abril de 1968 sufrió otra gran reestructuración que se componía de la subdirección general de Régimen Interior la cual asumía las secciones de Presupuestos y Créditos, de Contabilidad, de Habilitación-Pagaduría Central, de Inmuebles e Instalaciones y de Bienes Patrimoniales; las secciones que dependían directamente de ella —la Oficialía Mayor y las secciones de Asuntos Generales y Gobierno Interior, de Personal de Cuerpos del Estado, de Personal de Organismos Autónomos, Contratado y Operario y de Asistencia Social, de Expropiaciones y la sección Central de Recursos—. Asimismo, dependían directamente de ella la Inspección General de Servicios, las Asesorías Jurídicas y Económicas y la Intervención Delegada en el Departamento.
En 1996 fue renombrada como Subsecretaría de Fomento y en 2020 adquirió la denominación actual y se le adscribió la Unidad de Emergencias y Coordinación de Crisis, anteriormente conocida como Unidad de Emergencias y Coordinación y Gestión de Crisis y dependiente de la extinta Secretaría de Estado de Infraestructuras, Transporte y Vivienda.

## Estructura
De la Subsecretaría del Ministerio de Transportes, Movilidad y Agenda Urbana dependen los siguientes órganos:
- La Secretaría General Técnica.
- La Dirección General de Programación Económica y Presupuestos.
- La Dirección General de Organización e Inspección.
- La Dirección General del Instituto Geográfico Nacional.
- El Gabinete Técnico, como órgano de coordinación, apoyo y asistencia inmediata al Subsecretario, con nivel orgánico de subdirección general.

Asimismo, están adscritos a la Subsecretaría, con las funciones que les atribuyen las disposiciones vigentes, y sin perjuicio de su dependencia de los Ministerios de Justicia y de Hacienda, respectivamente, los siguientes órganos con rango de subdirección general:
- La Abogacía del Estado en el Departamento, dependiente orgánica y funcionalmente de la Abogacía General del Estado-Dirección del Servicio Jurídico del Estado.
- La Intervención Delegada en el Departamento de la Intervención General de la Administración del Estado.
  - Área de Fiscalización.
  - Área de Auditoría.
  - Área de Contabilidad.

### Adscripciones
- El Consejo de Obras Públicas (COP).
- La Comisión de Investigación de Accidentes e Incidentes de Aviación Civil (CIAIAC).
- La Comisión de Investigación de Accidentes Ferroviarios (CIAF).
- La Comisión de Investigación de Accidentes e Incidentes Marítimos (CIAIM).
- El Centro Nacional de Información Geográfica (CNIG).

## Presupuesto
La Subsecretaría del Ministerio de Transportes y Movilidad Sostenible tiene un presupuesto asignado de 271 440 510 € para el año 2023. De acuerdo con los Presupuestos Generales del Estado para 2023, la Subsecretaría participa en ocho programas:
| N.º Programa                          | Programa | Dotación      | Ref.   |
| ------------------------------------- | --- | ------------- | ------ |
| 451N                                  | Dirección y Servicios Generales de Transportes, Movilidad y Agenda                                                                                           | 101 270 270 € | [ 20 ] |
| 451N                                  | a través de la Dirección General de Programación Económica y Presupuestos                                                                                    | 1 978 000 €   | [ 20 ] |
| 451N                                  | a través de la Secretaría General Técnica | 1 681 470 €   | [ 20 ] |
| 453O                                  | Comisión de Investigación de Accidentes Ferroviarios a través de la Comisión de Investigación de Accidentes Ferroviarios                                     | 516 150 €     | [ 21 ] |
| 454O                                  | Comisión de Investigación de Accidentes e Incidentes Marítimos a través de la Comisión de Investigación de Accidentes e Incidentes Marítimos                 | 2 687 180 €   | [ 22 ] |
| 455O                                  | Comisión de Investigación de Accidentes e Incidentes de Aviación Civil a través de la Comisión de Investigación de Accidentes e Incidentes de Aviación Civil | 1 762 850 €   | [ 23 ] |
| 467G                                  | Investigación y desarrollo de la Sociedad de la Información                                                                                                  | 980 000 €     | [ 24 ] |
| 495A                                  | Desarrollo y aplicación de la información geográfica española a través de la Dirección General del Instituto Geográfico Nacional                             | 32 630 420 €  | [ 25 ] |
| 495A                                  | a través de la Centro Nacional de Información Geográfica | 13 331 360 €  | [ 25 ] |
| 000X                                  | Transferencias internas a través de la Dirección General del Instituto Geográfico Nacional                                                                   | 4 560 210 €   | [ 26 ] |
| 000X                                  | a través de la Centro Nacional de Información Geográfica | 42 600 €      | [ 26 ] |
| 000X                                  | a través de la Secretaría General Técnica | 110 000 000 € | [ 26 ] |
| Total presupuesto de la Subsecretaría | Total presupuesto de la Subsecretaría | 271 440 510 € |        |

## Titular
El titular de la Subsecretaría es el subsecretario de Transportes, Movilidad y Agenda Urbana, quien es nombrado por el rey, a propuesta del ministro de Transportes, Movilidad y Agenda Urbana, previa deliberación del Consejo de Ministros. El subsecretario es el presidente del Consejo Superior Geográfico y de la Comisión Española de Geodesia y Geofísica. Desde 1850, han ocupado el cargo de subsecretario las siguientes personas:
| - Patricio de la Escosura (1847) (1) - Antonio Gil y Zárate (1850-1851) (1)(2) - Ruperto Fernández de las Cuevas (febrero-marzo 1873) (2) - Vicente Cantos Figuerola (1918-1919) (2) - Isidro Pérez Oliva (enero-abril 1919) (2) - Joaquín Santos Ecay (abril-julio 1919) (2) - Augusto Gálvez Cañero (1919-1921) (2) - Antonio Marín Hervás (1921-1922) - Luis Rodríguez de Viguri (marzo-octubre 1922) (2) - José Estrada y Estrada (octubre-diciembre 1922) (2) - Alfonso Senra y Bernárdez (1922-1923) (2) - Pedro Vives Vich (1923-1925) (2) - José Luna Pérez (1930-1931) (2) - Eduardo O'Shea y Verdes Montenegro (febrero-abril 1931) (2) - Félix Gordón Ordás (abril-julio 1931) (2) - Teodomiro Menéndez (1932-1933) (3) - Manuel Becerra Fernández (1933-1934) (3) - Ursicino Gómez Carbajo (1934-1935) (3) - Manuel Becerra Fernández (abril-octubre 1935) (3) - Francisco Javier Bosch Marín (octubre-diciembre 1935) (3) - Federico Fernández Castillejo (1935-1936) (3) - Antonio Velao (febrero-mayo 1936) (3) - Juan José Cremades Fons (mayo-septiembre 1936) (3) - Darío Marcos Cano (1936-1937) (3) - Elfidio Alonso Rodríguez (1937-1938) (3) - Darío Marcos Cano (1938) (3) - José María Torroja y Miret (1938-1939) (3) - Bernardo de Granda y Callejas (1939-1945 ) (3) - Francisco Javier Marquina Borra (1945-1945) (3) | - Federico Turell Boladeres (1946-1951) (3) - José María Rivero de Aguilar y Otero (1951-1955) (3) - Mariano Navarro Rubio (1955-1957) (3) - Agustín Plana Sancho (1957-1963) (3) - Vicente Mortes Alfonso (1963-1965) (3) - Santiago Udina Martorell (1965-1968) (3) - Juan Antonio Ollero de la Rosa (1968-1970) (3) - Ricardo Gómez-Acebo Santos (1970-1973) (3) - Salvador Sánchez Terán Hernández (1973-1976) (3) - Martín Eyries Valmaseda (enero-julio 1976) (3) - Luis Ortiz González (1976-1977) (3) - Manuel Fraile Clivilles (mayo-julio 1977) (3) - Pedro José López Jiménez (1978-1979) (4) - Manuel Pérez Olea (1979-1981) (4) - Juan Antonio Guitart y de Gregorio (1981-1982) (4) - Baltasar Aymerich Corominas (1982-1986) (4) - José de Gregorio Torres. (1986-1987) (4) - Javier Mauleón Álvarez de Linera (1987-1991) (4) - Antonio Llardén Carratalá (1991-1996) (5)(6) - Victor Calvo-Sotelo Ibáñez-Martín (1996-2000) (2) - Adolfo Menéndez Menéndez (2000-2004) (2) - María Encarnación Vivancos Bustos (2004-2008) (2) - José María Ramírez Loma (2008-2009) (2) - Jesús Salvador Miranda Hita (2009-2011) (2) - Mario Garcés Sanagustín (2011-2016) (2) - Rosana Navarro Heras (2016-2018) (2) - Jesús Manuel Gómez García (2018-2024) (2)(7)(8) - Rafael Guerra Posadas (2024-presente) (8) |

(1) Subsecretario de Comercio, Instrucción y Obras Públicas.

(2) Subsecretario de Fomento.

(3) Subsecretario de Obras Públicas.

(4) Subsecretario de Obras Públicas y Urbanismo.

(5) Subsecretario de Obras Públicas y Transportes.

(6) Subsecretario de Obras Públicas, Transportes y Medio Ambiente.

(7) Subsecretario de Transportes, Movilidad y Agenda Urbana

(8) Subsecretario de Transportes y Movilidad Sostenible